# Franko Bogdan
Franko Bogdan (Spalato, 22 agosto 1965) è un allenatore di calcio ed ex calciatore croato, di ruolo centrocampista.

## Biografia
Nato a Spalato anche suo figlio Luka è un calciatore. Nel 2010 ha fondato il club Adriatic Spalato con il quale negli anni ha sfornato molti talenti.

## Carriera

### Club
Esordì nel calcio agonistico con l'Hajduk Spalato, scese in campo da titolare il 22 febbraio 1987 nella partita casalinga di campionato contro il Rijeka vinta per 2 reti a 0. 
Il 30 settembre 1987 esordì in una competizione UEFA, nella partita di ritorno valida per i sedicesimi di finale di Coppa delle Coppe contro l'Aalborg subentrò al posto di Branko Karačić.

## Palmarès

### Giocatore
- Coppa di Jugoslavia: 1

Hajduk Spalato: 1986-1987